# Básthy István
Básthy István (Budapest, 1896. március 21. – Budapest, 1970. március 1.) magyar díszlettervező.

## Életpályája
1923-ban végzett az Iparművészeti Iskola diákjaként. 1923–1927 között az ún. Unió Színházak (Pesti Magyar Színház, Király Színház, Belvárosi Színház, Blaha Lujza Színház, Andrássy úti Színház) díszlettervezőjeként dolgozott. Első ízben 1923-ban került kapcsolatba a filmgyártással, amikor Fejős Pál produkciója számára készített terveket (Egri csillagok). A felszabadulás előtt, de még utána is – ameddig látása meg nem gyengült – sokat foglalkoztatott művésze volt a stúdiók világának. 1927–1928-ban Berlinben mint C. Fröhlich, H. Porten és a Phoebus-produkciók munkatársa dolgozott. A Trianon Theater is adott számára megbízásokat. 1936–1940 között a Nemzeti Színház foglalkoztatta. 1945–1948 között Miskolci Nemzeti Színház tervezője volt. 1948–1949 között a debreceni Csokonai Nemzeti Színház munkatársa volt. 1949–1963 között a Pécsi Nemzeti Színház, az Állami Déryné Színház és az Ifjúsági Színház díszlettervezője volt.

## Színházi díszlettervei
A Színházi Adattárban regisztrált bemutatóinak száma: 76.
| - Földes Imre: Ifj. Horváth Pál (1936) - Dumas: A nők barátja (1938) - Székely Júlia: Nóra leányai (1938) - Ibsen: A tenger asszonya (1939) - Mikszáth Kálmán: A Noszty fiú esete Tóth Marival (1939, 1950) - Szofronov: Moszkvai jellem (1949) - Scserbacsov: Dohányon vett kapitány (1949-1950, 1952) - Dunajevszkij: Filmcsillag (1949) - Barabás Tibor: Magyar jakobinusok (1949) - Strauss: Bécsi diákok (1949) - Mándi Éva: Hétköznapok hősei (1950) - Offenbach: A Gerolsteini nagyhercegnő (1950) - Fagyejev: Az ifjú gárda (1950) - Strauss: Cigánybáró (1950-1951) - Donizetti: Szerelmi bájital (1950) - Tur: Villa a mellékutcában (1950) - Beecher-Stowe: Tamás bátya kunyhója (1950) - Dunajevszkij: Szabad szél (1950, 1953) - Földes Mihály: Mélyszántás (1950) - Kacsóh Pongrác: János vitéz (1950) - Lavrenyov: Amerika hangja (1950) - Szigligeti Ede: Liliomfi (1950, 1952) - Gyakonov: Házasság hozománnyal (1950) - Kornyejcsuk: Csillagtárna (1950) - Székely Endre: Aranycsillag (1950) - Beaumarchais: Figaro házassága (1951) - Pavlenko: Boldogság (1951) - Gyárfás Miklós: Hatszáz új lakás (1951) - Miljutyin: Szibériai rapszódia (1951) - Háy Gyula: Az élet hídja (1951) - Bródy-Kerekes: Palotaszálló (1951) - Mihajlov-Szamojlov: Titkos háború (1951) - Schiller: Ármány és szerelem (1951) - Vincze Ottó: Farkas a havason (1951) | - Major Ottó: Határszélen (1951) - Wydrzyński: Klementina asszony szalonja (1952) - Strauss: A denevér (1952) - Borozina-Davidszon: Harmadévesek (1952) - Csiky Gergely: Kaviár (1952) - Offenbach: Orfeusz (1952) - Schubert-Berté: Három a kislány (1952) - Molière: A fösvény (1952, 1954) - Szobko: A második front mögött (1952) - Kornyejcsuk: Ukrajna mezőin (1953) - Schenk: Falusi borbély (1953) - Csehov: Háztűznéző (1953) - Csehov: A medve (1953) - Vailland: Foster ezredes bűnösnek vallja magát (1953) - Lehár Ferenc: Luxemburg grófja (1953) - Klima: A szerencse nem pottyan az égből (1953) - Lippenszky-Futaky: Zrínyi riadója (1953) - Iszajev-Galics: Nem magánügy (1953) - Jókai-Földes: A kőszívű ember fiai (1953) - Brand: Hamilton család (1954) - Kisfaludy Károly: Három egyszerre (1954) - Csizmarek Mátyás: Bújócska (1954) - Sós György: Pettyes (1954) - Eötvös József: Hű szerelmesek (Éljen az egyenlőség) (1954) - Skvarkin: Az idegen gyermek (1954) - Kálmán Imre: Montmartre-i ibolya (1954) - Zapolska: Dulszka asszony erkölcse (1955) - Mikszáth-Meskó: Szépasszony madara (1955) - Móricz Zsigmond: Sári bíró (1955) - Molière: Dandin György vagy a megcsúfolt férj (1955) - Forgách István: Vándormadarak (1956) - Osztrovszkij: Karrier (A négylábú is botlik) (1956) |

## Filmjei
| - Egri csillagok (1923) - Rongyosok (1926) - A csodadoktor (1926) - Átok vára (1927) - Élet, halál, szerelem (1929) - Bercsényi-huszárok (1939) - Párbaj semmiért (1939) - Zárt tárgyalás (1940) - Erdélyi kastély (1940) - Pénz beszél (1940) - Zavaros éjszaka (1940) - Szeressük egymást! (1940) - Pepita kabát (1940) - Cserebere (1940) - Hétszilvafa (1940) - A gorodi fogoly (1940) - Csákó és kalap (1940) - Sok hűhó Emmyért (1940) - A kegyelmes úr rokona (1941) - Édes ellenfél (1941) - Leányvásár (1941) - A beszélő köntös (1941) - Három csengő (1941) - Egy éjszaka Erdélyben (1941) - Az ördög nem alszik (1941) - Lelki klinika (1941) - Régi nyár (1941) - Behajtani tilos! (1941) - Dr. Kovács István (1941) | - 5-ös számú őrház (1942) - Éjfélre kiderül (1942) - A láp világa (1942) - A 2000 pengős férfi (1942) - Estélyi ruha kötelező (1942) - Alkalom (1942) - Őrségváltás (1942) - Egér a Palotában (1942) - Csalódás (1942) - Szakítani nehéz dolog (1942) - A harmincadik (1942) - Gyávaság (1942) - Szerető fia, Péter (1942) - Üzenet a Volga-partról (1942) - Házassággal kezdődik (1943) - Nemes rózsa (1943) - Ópiumkeringő (1943) - Aranypáva (1943) - Féltékenység (1943) - Kölcsönadott élet (1943) - A 28-as (1944) - Idegen utakon (1944) - Makkhetes (1944) - Az első (1944, nem mutatták be) - Azért is maradok (1944) - Szakadék (1956) - Ünnepi vacsora (1956) - A tettes ismeretlen (1957) - Csendes otthon (1957) - Dani (1957) - Merénylet (1959) - Új Gilgames (1963) |